# Thelypteris proboscidea
Thelypteris proboscidea är en kärrbräkenväxtart som beskrevs av Alan Reid Smith. Thelypteris proboscidea ingår i släktet Thelypteris och familjen Thelypteridaceae. Inga underarter finns listade.